# Athanase Ier (évêque de Naples)
Pour les articles homonymes, voir Athanase.
Athanase Ier de Naples (mort en 872) évêque de Naples de 850 à 872.

## Biographie
Athanase est le fils cadet du duc Serge Ier de Naples. Il est consacré évêque à Rome par le Pape Léon IV et assiste au concile du Latran sous Nicolas Ier. Favorable à l'intervention des Francs de Louis II le Jeune dans le sud de l'Italie, après la mort de son frère le duc Grégoire III (850-870) il se brouille avec son neveu le duc Serge II allié des musulmans et doit quitter Naples en 872. Ni l'intervention de l'Empereur ni celle des papes Adrien II et  Jean VIII ne viennent à bout de la résistance de Serge II et l'évêque Athanase meurt en exil. Il est dans un premier temps inhumé au monastère du Mont-Cassin, mais son successeur Athanase II transfère son corps à Naples cinq ans plus tard. L'évêque Athanase est considéré comme un saint par l'Église catholique, c'est un des patrons de la ville de Naples et sa fête locale est le 15 juillet.

## Source
- Jules Gay L'Italie méridionale et l'Empire Byzantin, Albert Fontemoing éditeur, Paris 1904.